# Кумыксу
Кумыксу — река в России, протекает в Эльбрусском районе Кабардино-Балкарской Республики. Длина реки составляет 3,8 км, площадь водосборного бассейна 24,3 км².
Начинается при слиянии рек Чатбаши и Тырныауз, течёт на восток. Устье реки находится в 124 км по левому берегу реки Баксан в городе Тырныауз. На правом берегу реки расположен Тырныаузский горно-обогатительный комбинат.

## Данные водного реестра
По данным государственного водного реестра России относится к Западно-Каспийскому бассейновому округу, водохозяйственный участок реки — Баксан, без реки Черек. Речной бассейн реки — реки бассейна Каспийского моря междуречья Терека и Волги.
Код объекта в государственном водном реестре — 07020000712108200004543.